# Bóng ma sợi chỉ
Bóng ma sợi chỉ (tiếng Anh: Phantom Thread) là một bộ phim chính kịch lịch sử 2017 do Paul Thomas Anderson đạo diễn và viết kịch bản, với bối cảnh là thế giới may đo cao cấp ở Luân Đôn thập niên 1950. Phim có Daniel Day-Lewis thủ vai một nhà may y phục cho phụ nữ sống với chị của ông do Lesley Manville đóng. Ông đem lòng yêu một cô hầu bàn trẻ (Vicky Krieps đóng); mối quan hệ của cặp đôi này gặp thử thách giữa tình cảm và khoảng cách khi họ đấu tranh để sống với sự khác biệt của mỗi người . Đây là bộ phim cuối cùng của Day-Lewis trước khi ông giải nghệ ở nghiệp diễn xuất .

## Diễn viên
- Daniel Day-Lewis [8] vai Reynolds Woodcock
- Vicky Krieps [9] vai Alma Elson
- Lesley Manville [9] vai Cyril Woodcock
- Camilla Rutherford vai Johanna
- Gina McKee vai Countess Henrietta Harding
- George Glasgow vai Nigel Cheddar-Goode
- Brian Gleeson vai Dr. Robert Hardy
- Harriet Sansom Harris vai Barbara Rose
- Lujza Richter vai Công chúa Mona Braganza
- Julia Davis vai Bà chúa Baltimore
- Nicholas Mander vai Chúa tể Baltimore
- Philip Franks vai Peter Martin
- Phyllis MacMahon vai Tippy
- Silas Carson vai Rubio Gurrerro
- Richard Graham [10] vai George Riley
- Martin Dew vai John Evans
- Ian Harrod vai Người giữ sổ sách
- Jane Perry vai Vaughan

## Giải thưởng
| Lễ trao giải                                  | Ngày                 | Hạng mục                                              | Người nhận / đề cử                                                 | Kết quả   | Ghi chú       |
| --------------------------------------------- | -------------------- | ----------------------------------------------------- | ------------------------------------------------------------------ | --------- | ------------- |
| Giải quốc tế AACTA                            | 5 tháng 1 năm 2018   | Giải quốc tế AACTA cho nam diễn viên xuất sắc nhất    | Daniel Day-Lewis                                                   | Đề cử     | [ 11 ]        |
| AARP                                          | 5 tháng 2 năm 2018   | Nam diễn viên xuất sắc nhất                           | Daniel Day-Lewis                                                   | Đề cử     | [ 12 ] [ 13 ] |
| AARP                                          | 5 tháng 2 năm 2018   | Nữ diễn viên phụ xuất sắc nhất                        | Lesley Manville                                                    | Đề cử     | [ 12 ] [ 13 ] |
| Academy Awards                                | 4 tháng 3 năm 2018   | Best Picture                                          | JoAnne Sellar, Paul Thomas Anderson, Megan Ellison and Daniel Lupi | Đề cử     | [ 14 ]        |
| Academy Awards                                | 4 tháng 3 năm 2018   | Best Director                                         | Paul Thomas Anderson                                               | Đề cử     | [ 14 ]        |
| Academy Awards                                | 4 tháng 3 năm 2018   | Best Actor                                            | Daniel Day-Lewis                                                   | Đề cử     | [ 14 ]        |
| Academy Awards                                | 4 tháng 3 năm 2018   | Best Supporting Actress                               | Lesley Manville                                                    | Đề cử     | [ 14 ]        |
| Academy Awards                                | 4 tháng 3 năm 2018   | Best Original Score                                   | Jonny Greenwood                                                    | Đề cử     | [ 14 ]        |
| Academy Awards                                | 4 tháng 3 năm 2018   | Best Costume Design                                   | Mark Bridges                                                       | Đoạt giải | [ 14 ]        |
| Austin Film Critics Association               | 8 tháng 1 năm 2018   | Nhạc phim hay nhất                                    | Jonny Greenwood                                                    | Đề cử     | [ 15 ]        |
| Boston Society of Film Critics                | 10 tháng 12 năm 2017 | Best Film                                             | Phantom Thread                                                     | Đoạt giải | [ 16 ]        |
| Boston Society of Film Critics                | 10 tháng 12 năm 2017 | Best Director                                         | Paul Thomas Anderson                                               | Đoạt giải | [ 16 ]        |
| Boston Society of Film Critics                | 10 tháng 12 năm 2017 | Best Original Score                                   | Jonny Greenwood                                                    | Đoạt giải | [ 16 ]        |
| British Academy Film Awards                   | 18 tháng 2 năm 2018  | Best Actor in a Leading Role                          | Daniel Day-Lewis                                                   | Đề cử     | [ 17 ]        |
| British Academy Film Awards                   | 18 tháng 2 năm 2018  | Best Actress in a Supporting Role                     | Lesley Manville                                                    | Đề cử     | [ 17 ]        |
| British Academy Film Awards                   | 18 tháng 2 năm 2018  | Best Film Music                                       | Jonny Greenwood                                                    | Đề cử     | [ 17 ]        |
| British Academy Film Awards                   | 18 tháng 2 năm 2018  | Best Costume Design                                   | Mark Bridges                                                       | Đoạt giải | [ 17 ]        |
| Chicago Film Critics Association              | 12 tháng 12 năm 2017 | Best Actor                                            | Daniel Day-Lewis                                                   | Đề cử     | [ 18 ] [ 19 ] |
| Chicago Film Critics Association              | 12 tháng 12 năm 2017 | Best Actress                                          | Vicky Krieps                                                       | Đề cử     | [ 18 ] [ 19 ] |
| Chicago Film Critics Association              | 12 tháng 12 năm 2017 | Best Supporting Actress                               | Lesley Manville                                                    | Đề cử     | [ 18 ] [ 19 ] |
| Chicago Film Critics Association              | 12 tháng 12 năm 2017 | Best Original Screenplay                              | Paul Thomas Anderson                                               | Đề cử     | [ 18 ] [ 19 ] |
| Chicago Film Critics Association              | 12 tháng 12 năm 2017 | Chỉ đạo nghệ thuật xuất sắc nhất                      | Phantom Thread                                                     | Đề cử     | [ 18 ] [ 19 ] |
| Chicago Film Critics Association              | 12 tháng 12 năm 2017 | Best Original Score                                   | Jonny Greenwood                                                    | Đoạt giải | [ 18 ] [ 19 ] |
| Costume Designers Guild                       | 20 tháng 2 năm 2018  | Excellence in Period Film                             | Mark Bridges                                                       | Đề cử     | [ 20 ]        |
| Critics' Choice Movie Awards                  | 11 tháng năm 2018    | Best Actor                                            | Daniel Day-Lewis                                                   | Đề cử     | [ 21 ]        |
| Critics' Choice Movie Awards                  | 11 tháng năm 2018    | Best Production Design                                | Mark Tildesley and Véronique Melery                                | Đề cử     | [ 21 ]        |
| Critics' Choice Movie Awards                  | 11 tháng năm 2018    | Best Costume Design                                   | Mark Bridges                                                       | Đoạt giải | [ 21 ]        |
| Critics' Choice Movie Awards                  | 11 tháng năm 2018    | Best Score                                            | Jonny Greenwood                                                    | Đề cử     | [ 21 ]        |
| Dallas–Fort Worth Film Critics Association    | 13 tháng 12 năm 2017 | Best Actor                                            | Daniel Day-Lewis                                                   | 2         | [ 22 ]        |
| Detroit Film Critics Society                  | 7 tháng 12 năm 2017  | Đạo diễn xuất sắc nhất                                | Paul Thomas Anderson                                               | Đề cử     | [ 23 ]        |
| Detroit Film Critics Society                  | 7 tháng 12 năm 2017  | Best Actor                                            | Daniel Day-Lewis                                                   | Đề cử     | [ 23 ]        |
| Detroit Film Critics Society                  | 7 tháng 12 năm 2017  | Nhạc phim xuất sắc nhất                               | Phantom Thread                                                     | Đề cử     | [ 23 ]        |
| Florida Film Critics Circle                   | 23 tháng 12 năm 2017 | Chỉ đạo nghệ thuật và thiết kế sản xuất xuất sắc nhất | Phantom Thread                                                     | Đề cử     | [ 24 ] [ 25 ] |
| Florida Film Critics Circle                   | 23 tháng 12 năm 2017 | Nhạc phim hay nhất                                    | Jonny Greenwood                                                    | Đề cử     | [ 24 ] [ 25 ] |
| Georgia Film Critics Association              | 12 tháng 1 năm 2017  | Nhạc phim hay nhất                                    | Jonny Greenwood                                                    | Đề cử     | [ 26 ]        |
| Golden Globe Awards                           | 7 tháng 1 năm 2018   | Best Actor in a Motion Picture – Drama                | Daniel Day-Lewis                                                   | Đề cử     | [ 27 ]        |
| Golden Globe Awards                           | 7 tháng 1 năm 2018   | Best Original Score                                   | Jonny Greenwood                                                    | Đề cử     | [ 27 ]        |
| Cuộc thăm dò ý kiến phê bình của IndieWire    | 19 tháng 12 năm 2016 | Phim được mong chờ nhất năm 2017                      | Phantom Thread                                                     | 4         | [ 28 ]        |
| Cuộc thăm dò ý kiến phê bình của IndieWire    | 19 tháng 12 năm 2017 | Phim xuất sắc nhất                                    | Phantom Thread                                                     | 4         | [ 29 ]        |
| Cuộc thăm dò ý kiến phê bình của IndieWire    | 19 tháng 12 năm 2017 | Đạo diễn xuất sắc nhất                                | Paul Thomas Anderson                                               | Đoạt giải | [ 29 ]        |
| Cuộc thăm dò ý kiến phê bình của IndieWire    | 19 tháng 12 năm 2017 | Nam diễn viên xuất sắc nhất                           | Daniel Day-Lewis                                                   | 2         | [ 29 ]        |
| Cuộc thăm dò ý kiến phê bình của IndieWire    | 19 tháng 12 năm 2017 | Nữ diễn viên phụ xuất sắc nhất                        | Lesley Manville                                                    | 4         | [ 29 ]        |
| Cuộc thăm dò ý kiến phê bình của IndieWire    | 19 tháng 12 năm 2017 | Kịch bản xuất sắc nhất                                | Paul Thomas Anderson                                               | 3         | [ 29 ]        |
| Cuộc thăm dò ý kiến phê bình của IndieWire    | 19 tháng 12 năm 2017 | Quay phim xuất sắc nhất                               | Paul Thomas Anderson                                               | 3         | [ 29 ]        |
| Location Managers Guild Awards                | Tháng 4 năm 2018     | Địa điểm quay phim tốt nhất (Phim lịch sử)            | Jason Wheeler                                                      | Đề cử     | [ 30 ]        |
| London Film Critics' Circle                   | 28 tháng 1 năm 2018  | Best Film                                             | Phantom Thread                                                     | Đề cử     | [ 31 ]        |
| London Film Critics' Circle                   | 28 tháng 1 năm 2018  | Best Actor                                            | Daniel Day-Lewis                                                   | Đề cử     | [ 31 ]        |
| London Film Critics' Circle                   | 28 tháng 1 năm 2018  | Best Supporting Actress                               | Lesley Manville                                                    | Đoạt giải | [ 31 ]        |
| London Film Critics' Circle                   | 28 tháng 1 năm 2018  | Best Screenwritter                                    | Paul Thomas Anderson                                               | Đề cử     | [ 31 ]        |
| London Film Critics' Circle                   | 28 tháng 1 năm 2018  | Best British/Irish Actor                              | Daniel Day-Lewis                                                   | Đề cử     | [ 31 ]        |
| London Film Critics' Circle                   | 28 tháng 1 năm 2018  | Giải thưởng thành tựu kỹ thuật                        | Mark Bridges                                                       | Đề cử     | [ 31 ]        |
| Los Angeles Film Critics Association          | 3 tháng 12 năm 2017  | Best Music                                            | Jonny Greenwood                                                    | Đoạt giải | [ 32 ]        |
| National Board of Review                      | 9 tháng 1 năm 2018   | Best Original Screenplay                              | Paul Thomas Anderson                                               | Đoạt giải | [ 33 ]        |
| National Board of Review                      | 9 tháng 1 năm 2018   | Top Ten Films                                         | Phantom Thread                                                     | Đoạt giải | [ 33 ]        |
| National Society of Film Critics              | 6 tháng 1 năm 2018   | Best Film                                             | Phantom Thread                                                     | 3         | [ 34 ]        |
| National Society of Film Critics              | 6 tháng 1 năm 2018   | Best Director                                         | Paul Thomas Anderson                                               | 2         | [ 34 ]        |
| National Society of Film Critics              | 6 tháng 1 năm 2018   | Best Actor                                            | Daniel Day-Lewis                                                   | 2         | [ 34 ]        |
| National Society of Film Critics              | 6 tháng 1 năm 2018   | Best Supporting Actress                               | Lesley Manville                                                    | 2         | [ 34 ]        |
| National Society of Film Critics              | 6 tháng 1 năm 2018   | Best Screenplay                                       | Paul Thomas Anderson                                               | 3         | [ 34 ]        |
| New York Film Critics Circle                  | 3 tháng 1 năm 2018   | Best Screenplay                                       | Paul Thomas Anderson                                               | Đoạt giải | [ 35 ]        |
| New York Film Critics Online                  | 10 tháng 12 năm 2017 | Top 10 phim                                           | Phantom Thread                                                     | Đoạt giải | [ 36 ]        |
| Online Film Critics Society                   | 28 tháng 12 năm 2017 | Best Picture                                          | Phantom Thread                                                     | Đề cử     | [ 37 ] [ 38 ] |
| Online Film Critics Society                   | 28 tháng 12 năm 2017 | Best Director                                         | Paul Thomas Anderson                                               | Đề cử     | [ 37 ] [ 38 ] |
| Online Film Critics Society                   | 28 tháng 12 năm 2017 | Best Original Screenplay                              | Paul Thomas Anderson                                               | Đề cử     | [ 37 ] [ 38 ] |
| San Diego Film Critics Society                | 11 tháng 12 năm 2017 | Thiết kế phục trang đẹp nhất                          | Mark Bridges                                                       | Đoạt giải | [ 39 ]        |
| San Francisco Film Critics Circle Awards      | 10 tháng 12 năm 2017 | Thiết kế sản xuất xuất sắc nhất                       | Mark Tildesley                                                     | Đề cử     | [ 40 ]        |
| San Francisco Film Critics Circle Awards      | 10 tháng 12 năm 2017 | Nhạc phim hay nhất                                    | Jonny Greenwood                                                    | Đoạt giải | [ 40 ]        |
| Satellite Awards                              | 10 tháng 2 năm 2018  | Best Actor                                            | Daniel Day-Lewis                                                   | Đề cử     | [ 41 ]        |
| Satellite Awards                              | 10 tháng 2 năm 2018  | Best Art Direction and Production Design              | Mark Tildesley                                                     | Đề cử     | [ 41 ]        |
| Satellite Awards                              | 10 tháng 2 năm 2018  | Best Costume Design                                   | Mark Bridges                                                       | Đoạt giải | [ 41 ]        |
| Seattle Film Critics Society                  | 18 tháng 12 năm 2017 | Phim xuất sắc nhất năm                                | Phantom Thread                                                     | Đề cử     | [ 42 ]        |
| Seattle Film Critics Society                  | 18 tháng 12 năm 2017 | Best Actor                                            | Daniel Day-Lewis                                                   | Đoạt giải | [ 42 ]        |
| Seattle Film Critics Society                  | 18 tháng 12 năm 2017 | Nữ diễn viên phụ xuất sắc nhất                        | Lesley Manville                                                    | Đề cử     | [ 42 ]        |
| Seattle Film Critics Society                  | 18 tháng 12 năm 2017 | Thiết kế trang phục đẹp nhất                          | Mark Bridges                                                       | Đoạt giải | [ 42 ]        |
| Seattle Film Critics Society                  | 18 tháng 12 năm 2017 | Nhạc phim hay nhất                                    | Jonny Greenwood                                                    | Đoạt giải | [ 42 ]        |
| Seattle Film Critics Society                  | 18 tháng 12 năm 2017 | Thiết kế sản xuất xuất sắc nhất                       | Mark Tildesley and Véronique Melery                                | Đề cử     | [ 42 ]        |
| St. Louis Film Critics Association            | 17 tháng 12 năm 2017 | Best Actor                                            | Daniel Day-Lewis                                                   | Đề cử     | [ 43 ] [ 44 ] |
| St. Louis Film Critics Association            | 17 tháng 12 năm 2017 | Thiết kế sản xuất xuất sắc nhất                       | Mark Tildesley                                                     | Đề cử     | [ 43 ] [ 44 ] |
| St. Louis Film Critics Association            | 17 tháng 12 năm 2017 | Nhạc phim hay nhất                                    | Jonny Greenwood                                                    | Đoạt giải | [ 43 ] [ 44 ] |
| Toronto Film Critics Association              | 10 tháng 12 năm 2017 | Best Actor                                            | Daniel Day-Lewis                                                   | Đoạt giải | [ 45 ]        |
| Vancouver Film Critics Circle                 | 6 tháng 1 năm 2018   | Best Film                                             | Phantom Thread                                                     | Đề cử     | [ 46 ]        |
| Vancouver Film Critics Circle                 | 6 tháng 1 năm 2018   | Best Director                                         | Paul Thomas Anderson                                               | Đoạt giải | [ 46 ]        |
| Vancouver Film Critics Circle                 | 6 tháng 1 năm 2018   | Best Actor                                            | Daniel Day-Lewis                                                   | Đoạt giải | [ 46 ]        |
| Vancouver Film Critics Circle                 | 6 tháng 1 năm 2018   | Best Supporting Actress                               | Lesley Manville                                                    | Đề cử     | [ 46 ]        |
| Washington D.C. Area Film Critics Association | 8 tháng 12 năm 2017  | Best Actor                                            | Daniel Day-Lewis                                                   | Đề cử     | [ 47 ]        |